# Prunus cerasifera
Prunier myrobolan
Pour les articles homonymes, voir Myrobolan.
Espèce
Classification phylogénétique
Statut de conservation UICN

 DD  : Données insuffisantes
Le Myrobolan ou Prunier-cerise (Prunus cerasifera), parfois appelé Prunier myrobolan ou Myrobalan, est une espèce de plantes à fleurs de la famille des Rosaceae. C'est un arbre fruitier originaire du Sud-Est de l'Europe et du Sud-Ouest de l'Asie et qui fut introduit en Europe occidentale (dont la France), comme dans de nombreux autres pays où il s’est naturalisé.
C’est l’un des premiers arbres à fleurir au printemps, portant des fruits rouge foncé très décoratifs en juillet. 
Une variété à feuillage pourpre fut trouvée par le jardinier Ernest François Pissard en Perse, envoyée en France, elle fut décrite par le botaniste Élie-Abel Carrière, sous le nom Prunus Pissardii, ou Prunus cerasifera var. pissardii. Ce prunier d’ornement est aussi nommé en français Myrobolan à feuillage rouge, Prunier de Pissard.
Ce sont des arbres d'ornement fréquents dans les jardins publics. Très rustiques, leur croissance est rapide et ils peuvent vivre de 40 à 80 ans.
Le prunier myrobolan est aussi utilisé comme porte-greffe de forte vigueur et sa rusticité.

## Nomenclature, étymologie

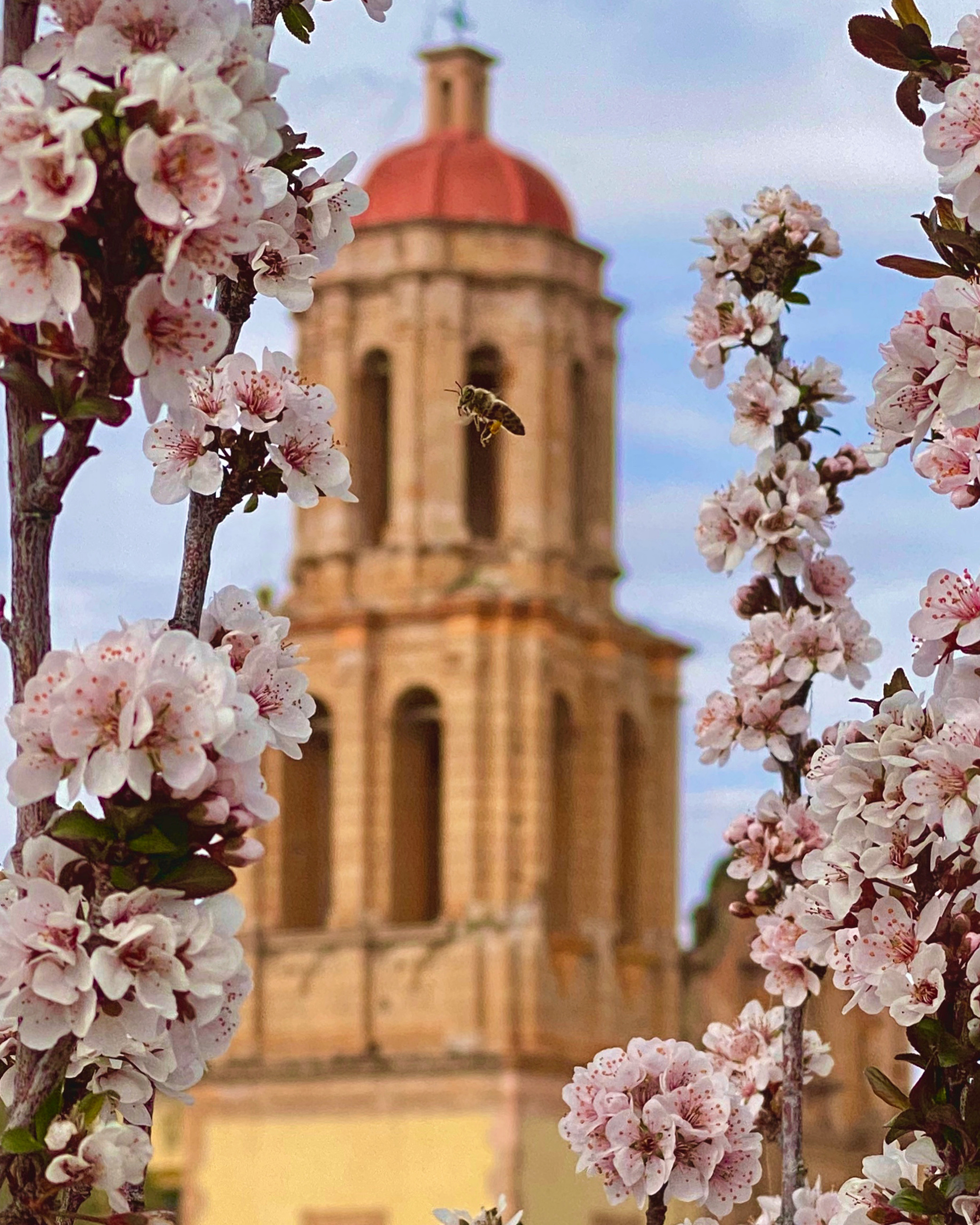
Fleurs du prunier.

L’espèce a été décrite la première fois par le botaniste, apothicaire, suisse Jakob Friedrich Ehrhart, en 1784, dans Gartenkalender 4: 192–193, sous le nom de Prunus cerasifera.
Le nom de genre Prunus vient du latin prunus « prunier » (Pline, 15, 41-43) (prunum « prune » le fruit).
L’épithète spécifique ceracifera vient du latin cerasifer, -fera, -ferum « qui porte des cerises », étymon composé du latin cerasus « cerise » (venant du grec κέρασος, kerasos, Théophraste, ΙΙΙ, 13) et de fera « porter ». La taille et l’aspect du fruit du Prunus cerasifera sont ceux d’une cerise.
Le Prunier myrobolan doit son nom au grec ancien μυροβάλανος, myrobalanos, littéralement « gland parfumé », composé de μύρον myron « parfum » et βάλανος, balanos, « gland ». À noter qu'on désigne aussi par le nom de myrobolan le fruit desséché du badamier. Le latin myrobolanus était employé aussi pour désigner une espèce particulière de fruit séché notamment la prune qui prit le nom de « mirabella » puis qui est passé en français sous la forme de mirabelle.

## Synonymes
Selon POWO, il existe deux synonymes homotypiques (basés sur le même échantillon de référence)
- Prunus domestica var. cerasifera (Ehrh.) Poir. dans J.B.A.M.de Lamarck, Encycl. 5 : 678 (1804)
- Prunus domestica subsp. cerasifera (Ehrh.) Arcang. in Comp. Fl. Ital. : 210 (1882)

et 130 synonymes hétérotypiques décrits à partir d'échantillons (ie. de types) différents.

## Description
Le Prunier myrobolan (Prunus cerasifera) est un arbuste ou un arbre petit à moyen, de 5 à 8 mètres de hauteur,.
Ses branches gris foncé sont parfois épineuses et ses bourgeons d’hiver violets.
Ses feuilles caduques de 2 à 6 cm de long sont sur le dessous vert pâle et pubescentes sur la nervure médiane, sur le dessus vert foncé, les marges crénelées (pourpre foncé pour la forme Pissardii). Elles dont portées par un pétiole de 6–12 mm, sans nectaires. Le limbe est elliptique, ovale, obovale, ou rarement elliptique-lancéolé,
Le myrobolan est l'un des premiers arbres européens en fleurs au printemps, souvent à partir de la mi-février. Les fleurs solitaires, rarement 2 dans un fascicule, à cinq pétales sont blanches, ou roses chez les variétés à feuilles pourpre, et mesurent environ 2 cm de diamètre. Il y a de 25 à 30 étamines.
Le fruit est une drupe de 2-3 cm de diamètre, ressemblant à la mirabelle. Cette prune jaune, rouge, violette ou noire, est comestible avec une saveur sucrée, aigre-douce et acidulée.
La floraison se fait de la fin de l’hiver au début du printemps, avant la foliation ; elle est nectarifère, pollinifère et visitée par les abeilles. La fructification donne de petites prunes juteuses d’un rouge foncé à pourpre pruineux, matures aux alentours de juillet.

## Répartition
Selon POWO, il est originaire du sud-est de l'Europe (Albanie, Bulgarie, Îles de la mer Égée orientale, Grèce, Roumanie, Ukraine) et du sud-ouest de l'Asie (Turquie, Liban-Syrie, Iran, Afghanistan, Irak, Kazakhstan, Kirghizstan, Tadjikistan, Turkménistan, Ouzbékistan, Népal, Caucase du Nord, Pakistan, Himalaya occidental, Xinjiang). 
Il a été introduit et s'est naturalisé en Europe de l'ouest, dans les îles britanniques, en Australie et aux Amériques.
Il est naturalisé de façon dispersée en France continentale (entre 0 et 800 m).

## Taxons subordonnés
Tropicos distingue
- Prunus cerasifera fo. atropurpurea Rehder
- Prunus cerasifera subsp. myrobolana (L.) C.K. Schneid.
- Prunus cerasifera subsp. nachichevanica Koval.
- Prunus cerasifera orientalis Popov
- Prunus cerasifera var. pissardii (Carrière) Koehne
- Prunus cerasifera subsp. sogdiana Cinovkis

Le Prunus cerasifera var. pissardii (Carrière) Koehne correspond à une lignée cultivée, fixée par sélection et largement diffusée, avec un ensemble de caractères (feuillage pourpre, floraison précoce, rusticité) observés de manière constante.
Après avoir travaillé au Jardin des plantes de Paris, le jardinier Ernest François Pissard (1850-1934), alla en Perse de 1878 à 1881, comme jardinier en chef du Chah. Il découvrit dans les jardins du palais de Tabriz, dans le nord-ouest du pays, que l’un des pruniers avait une branche d’une couleur d’un ton rouge violet au lieu du vert habituel. Il préleva une partie de la branche mutante et réussit à stabiliser la mutation. En 1880, il envoya des échantillons de la nouvelle variété « rouge » à l’un de ses collègues en France, M. Paillet à Châtenay-les-Sceaux (au sud de Paris), d’où sa culture fut étendue au reste de l’Europe et à d’autres continents,.
La variété Prunus cerasifera var. pissardii a été décrite pour la première fois en 1881 par un botaniste du Muséum national d’histoire naturelle de Paris Élie-Abel Carrière sous le nom de Prunus Pissardi dans la Revue Horticole, vol. 1881, p. 190. Carrière eut l’occasion de voir cette espèce chez M. Paillet, horticulteur à Chatenay-les-Sceaux, ancien nom de Châtenay-Malabry.
Selon la description donnée par Carrière dans cet article, les traits caractéristique de la variété sont
« Feuilles, … à dents petites, peu profondes, d’un beau rouge pourpre dans toutes leurs parties, variant d’éclat et de brillant suivant la végétation, mais toujours très colorés…Fleurs d’environ 15-18 mm de diamètre, régulières, à pétales obovales d’un très beau blanc, très rarement légèrement nuancé rose ; étamines à filet blanc ou à peine carné, terminé par une anthère d’un rouge orangé vineux. Fruits … rouge foncé ou pourpré dès leur apparition, assez bons quand ils sont bien mûrs, à chair pulpeuse, juteuse, sucrée ».
Cette variété aurait été diffusée par la pépinière Croux de Châtenay-Malabry, un autre haut lieu de l'horticulture ornementale francilienne à la fin du XIXe siècle.
C’est un arbre d’ornement robuste et rustique, pouvant vivre jusqu’à environ 80 ans.
Formes
La variété Pissardii ou la forme Atropurpurea est couramment utilisée dans les jardins pour son feuillage pourpre. Cette variété a été découverte en Iran en 1880. Par hybridation avec Prunus pumila, elle a donné Prunus × cistena, qui est aussi couramment utilisé dans les jardins. Selon Flora of China, la forme à feuilles violacées, Prunus cerasifera f. atropurpurea (Jacquin) Rehder, est souvent plantée comme plante ornementale de jardin dans le nord de la Chine.

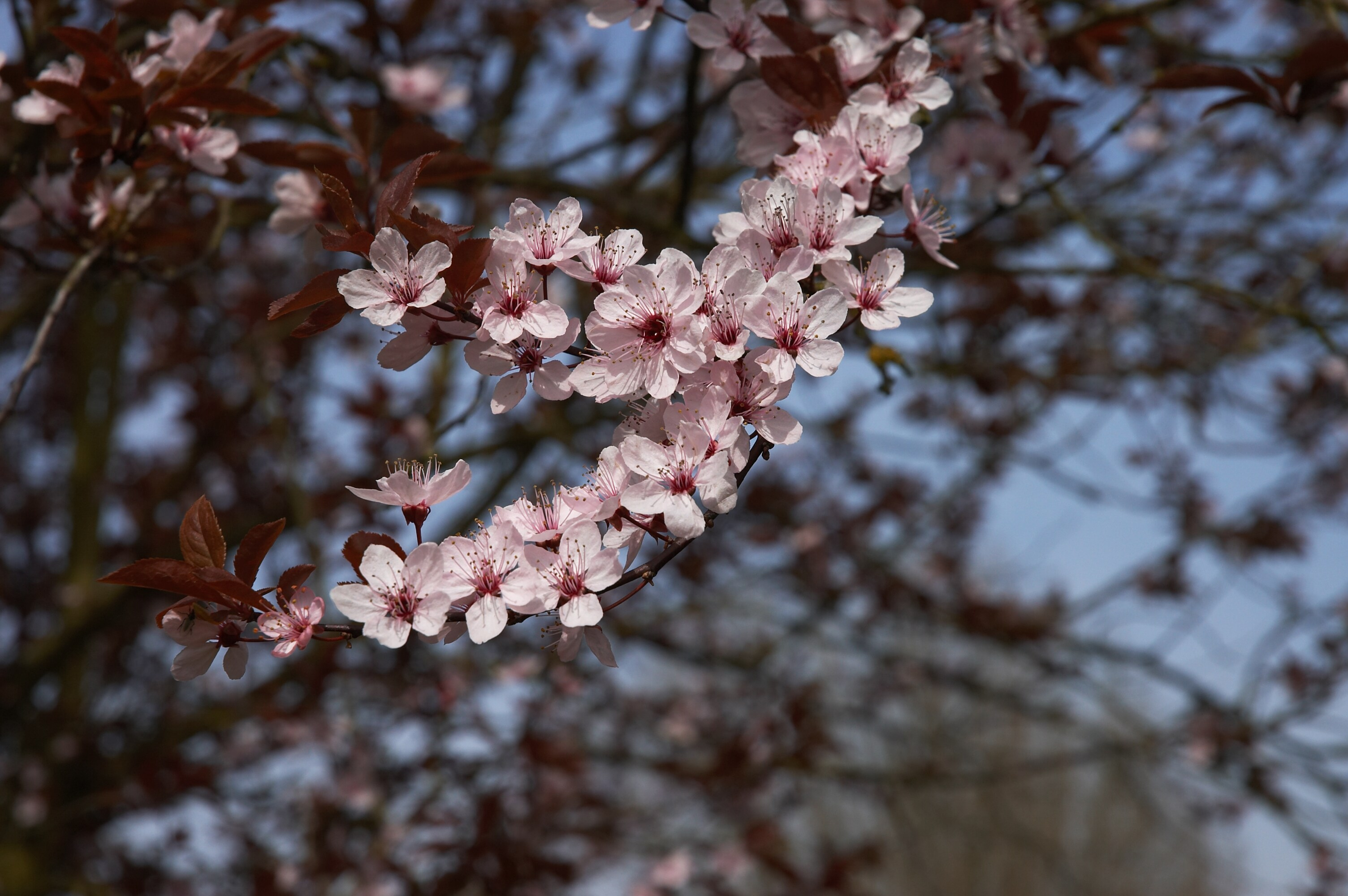
Fleurs.
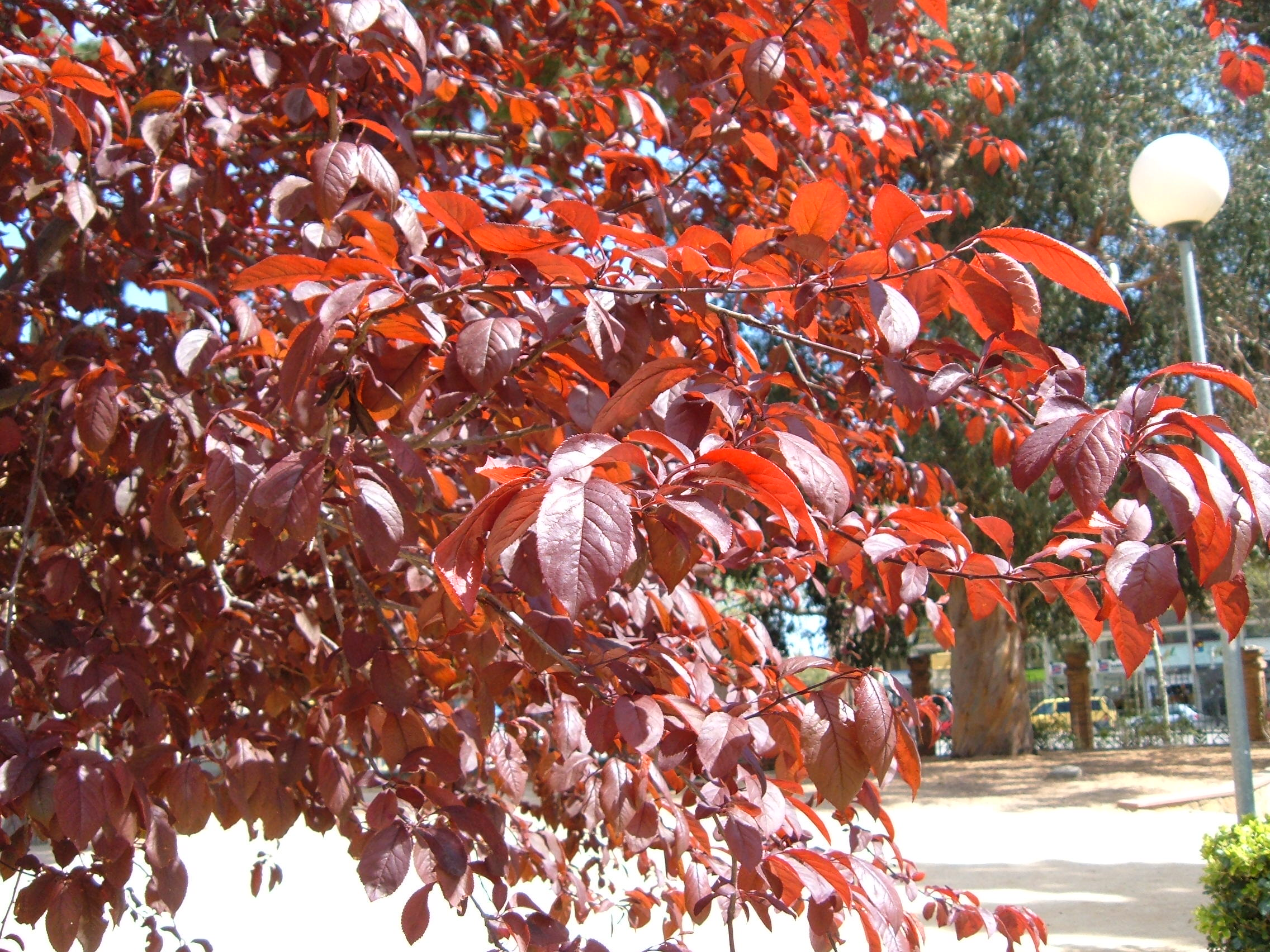
Feuilles.
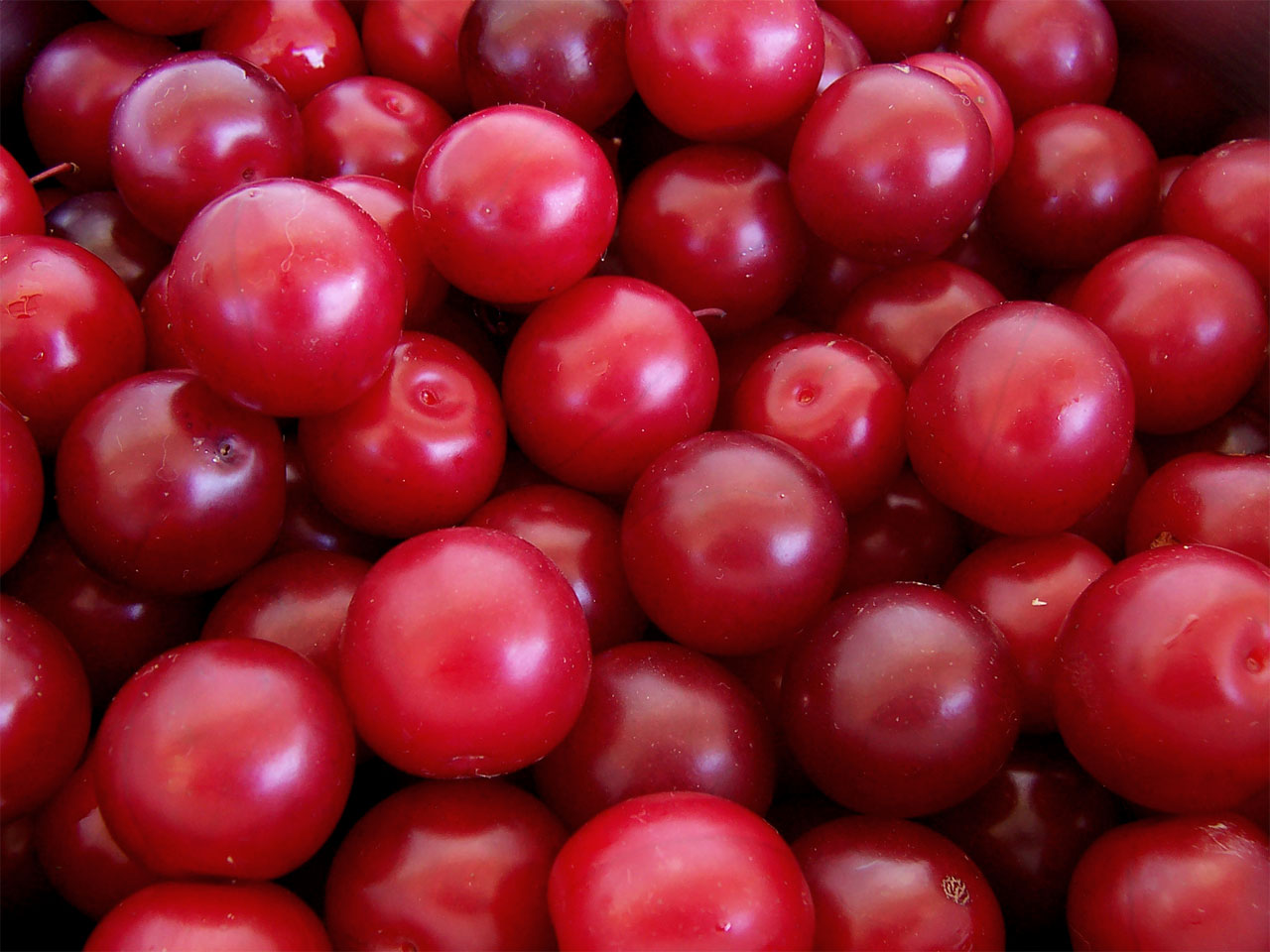
Prunes-cerises.
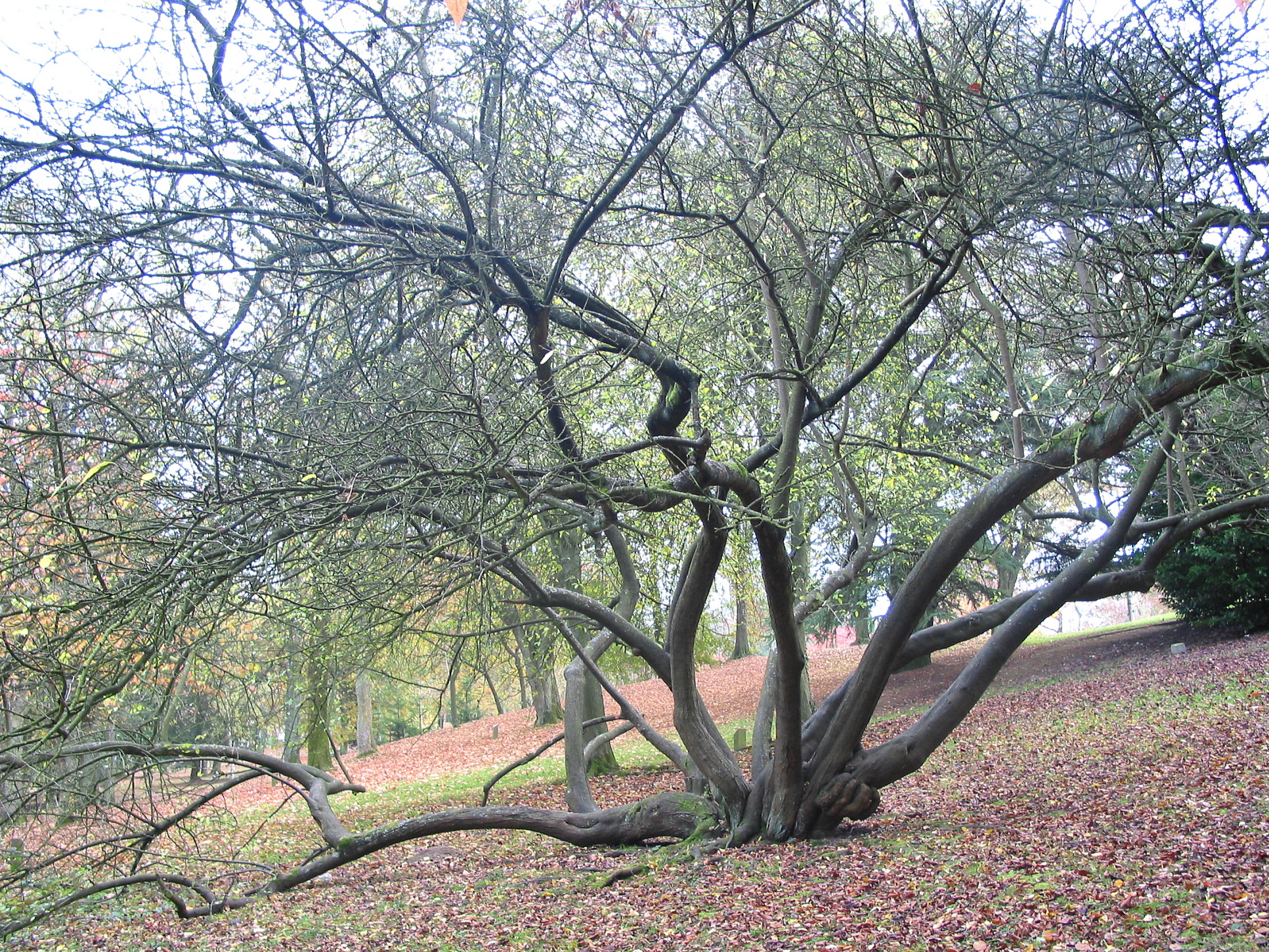
Prunier myrobolan en automne.

## Utilisation
La première utilisation de Prunus cerasifera  et de ses diverses variétés est comme arbre d’ornement. Sa floraison précoce à la fin de l’hiver est un enchantement pour les jardins.
Le Prunier myrobolan est aussi utilisé comme porte-greffe de forte vigueur, il est adapté à divers types de sols, y compris les sols calcaires. Il est couramment utilisé pour la formation de hautes-tiges et favorise une mise à fruit rapide, environ cinq ans après le greffage. Il sert pour différents types de pruniers tels que la Reine-claude, la quetsche ou la mirabelle car il se multiplie bien par semis, il drageonne peu, se développe même dans les terres pauvres et donne des arbres moyennement vigoureux.
On ne l'utilise généralement pas comme porte-greffes pour l'abricotier car le point de greffe entre l’abricot et le Prunier myrobolan est fragile et sensible au vent. De plus, les abricotiers greffés sur ces francs entrent en production plus tard que les arbres greffés sur des porte-greffes d’abricots. On peut toutefois utiliser des francs de pruniers myrobolans dans les zones où le drainage est imparfait et où les francs d’abricotiers ne donneraient pas de bons résultats.
Le Prunier myrobolan est une des 38 Fleurs du Docteur Bach. Il est classé dans la famille des émotions « peurs ».